# XXx: Reaktywacja
xXx: Reaktywacja (ang. xXx: Return of Xander Cage) – amerykański film sensacyjny z 2017 roku, który wyreżyserował D.J. Caruso. Kontynuacja filmów xXx z 2002 roku i xXx 2: Następny poziom z 2005 roku.

## Fabuła
Xander Cage (Vin Diesel) po latach dobrowolnego wygnania, przez wielu uważany za martwego, powraca, by ponownie stanąć na drodze wojownika Xianga (Donnie Yen). Xander wie, że w rękach Xianga znajduje się śmiercionośna, zagrażająca ludzkości broń, zwana Puszką Pandory. Rekrutuje nową grupę supersilnych sprzymierzeńców. Ale tym razem nie będzie łatwo pokonać wroga. Cage czuje, że jest zamieszany w zmowę na najwyższych szczeblach rządów światowych i jemu samemu grozi śmiertelne niebezpieczeństwo.

## Obsada
- Vin Diesel jako Xander Cage / xXx
- Donnie Yen jako Xiang
- Deepika Padukone jako Serena Unger
- Kris Wu jako Harvard „Nicks” Zhou
- Ruby Rose jako Adele Wolff
- Tony Jaa jako Talon
- Nina Dobrev jako Rebecca „Becky” Clearidge
- Samuel L. Jackson jako agent Augustus Eugene Gibbons
- Toni Collette jako agent Jane Marke
- Nicky Jam jako Lazarus
- Rory McCann jako Tennyson Torch
- Al Sapienza jako dyrektor CIA, Anderson
- Michael Bisping jako Hawk
- Ariadna Gutiérrez jako Gina Roff
- Hermione Corfield jako Ainsley
- Ice Cube jako Darius Stone / xXx
- Shawn Roberts jako Jonas
- Neymar Jr. we własnej osobie / xXx

i inni